# インクレディブル・マシーン2
インクレディブル・マシーン2は、1996年にサイベル社より発売（日本語版）されたパズルゲームソフト「インクレディブル・マシーン」日本語版の二作目である。150問（＋2人プレイ用パズルで合計206面）あるティム教授のパズルを解くほか、自分でパズルを作成したり、作ったパズルを交換したりインターネット上にアップロードしたりすることができる。略称は「インクレ2」。

## 内容
- 練習パズル 40問
- 初級パズル 26問
- 中級パズル 30問
- 上級パズル 31問
- 超上級パズル 29問
- 2人プレイ 50問

## 登場人物
- ティム教授
- ネコ･キュリー
- ネズミ･ニュートン
- マンドリルのパブロフ
- メル･シュレミング
- ワニのエジソン